# فلسفه فناوری
فلسفه فناوری یک زیررشته فلسفه است که به بررسی ماهیت فناوری و تأثیرات اجتماعی آن می‌پردازد.
بحث فلسفی سؤالات مربوط به فناوری (یا جد یونانی آن techne) به طلوع فلسفه غرب برمی‌گردد. عبارت «فلسفه فناوری» اولین بار در اواخر قرن نوزدهم توسط فیلسوف و جغرافیدان متولد آلمان ارنست کاپ، استفاده شد که کتابی با عنوان «مبانی فلسفه فناوری» منتشر کرد.